# Aburina dufayi
Aburina dufayi là một loài bướm đêm trong họ Noctuidae.